# L'Agulla (el Catllar)
|  | Per a altres significats, vegeu «Agulla». |

L'Agulla és una mena de monòlit situat al municipi del Catllar, al Tarragonès, al nord-est del nucli urbà. Es tracta d'una construcció de tipus popular, feta de pedra i morter de calç, de 12 metres d'alçada, que resulta sorprenent a primer cop d'ull. És un dels punts de ventilació de les conduccions d'aigua que solcaven antigament les ribes del riu Gaià. Segurament n'hi havia més d'una, però només s'ha conservat aquesta fins avui. De l'Agulla, se'n té constància des del segle xvii, tot i que podria haver estat construïda molt abans.
El Gaià era, a començament del segle xviii, una font d'energia per a les fàbriques de teixits que se situaven a les seves ribes, igual que les fàbriques de paper. Per això, en aquests termes del Tarragonès, es troben encara avui gran quantitat de molins paperers i d'altres instruments necessaris per a l'arribada i la conducció d'aigües necessàries per a la indústria.